# Mineralogia genetyczna
Mineralogia genetyczna zajmuje się wyjaśnianiem warunków powstawania minerałów, ich paragenez i  sukcesji oraz skał i złóż. Przedmiotem badań mineralogicznych są idywidua mineralne czyli kryształy i nieforemne ziarna, w tym ich skupienia minerałów oraz agregaty polimineralne. Problemy te są traktowane z różnych punktów widzenia, m.in. chemizmu, środowiska krystalizacji i jego ewolucji, własności fizyko-chemicznych, ciśnienia i temperatury. Mineralogia genetyczna wyjaśnia też przyczyny procesów mechanicznych prowadzących np. do kataklazy ziarn, tworzenie się zbliźniaczeń, powstania skupień stalaktytowych itp. Z geologicznego punktu widzenia zadanie mineralogi genetycznej polega na wyjaśnianiu charakteru oraz przebiegu procesów minerałotwórczych, a więc warunków krystalizacji minerałów, a co za tym idzie powstawanie skał i złóż kopalin użytecznych. Mineralogia genetyczna zespala w tym zakresie przedmioty badań mineralogii, petrologii, geologii i geologii złóż. Dla tych rozważań genetycznych ma znaczenie nie tylko identyfikacja minerałów czy ich zespołów, ale także w równym stopniu wyniki badań odchyleń własności kryształów od modeli wyidealizowanych. Ma to o tyle istotne znaczenie, gdyż określa to specyfikę i swoistość warunków panujących w określonych środowiskach.